# Sulzheim (Rhénanie-Palatinat)
Pour les articles homonymes, voir Sulzheim.
Sulzheim (Hesse rhénane) est une commune allemande de l'arrondissement d'Alzey-Worms, en Rhénanie-Palatinat (Allemagne).

## Géographie
- La commune viticole de Sulzheim se trouve au sud de Mayence, dans le Land le plus dense d'Allemagne en termes de viticulture, et au centre de la région de culture viticole de Rheinhessen (Hesse rhénane). La vigne couvre 151 hectares sur les 607 hectares de la commune.

- La commune fait partie de la Communauté de communes de Wörrstadt, qui a son siège dans la commune voisine de Wörrstadt, distante d'un kilomètre.

## Communes limitrophes
- Armsheim
- Ensheim
- Gau-Bickelheim
- Gau-Weinheim
- Spiesheim
- Vendersheim
- Wörrstadt

## Histoire
- Il est fait pour la première fois mention légale de la commune de Sulzheim en 766.
- Pour la période 1793 - 1814 :

## Administration
Le conseil municipal se compose de 17 membres, y compris Monsieur le Maire Ulf Baasch, qui ont été élus au scrutin majoritaire lors des élections municipales de juin 2014.

## Jumelage
Canton de Sainte-Suzanne (Mayenne) (France) depuis 1967, élargi à la Communauté de communes d'Erve et Charnie depuis 2002.
- Sulzheim est jumelée depuis 1967 avec le canton (puis la communauté de communes) de Sainte-Suzanne (Mayenne) grâce à l'initiative de Adam Becker, de Sulzheim, et de Victor Julien, conseiller général, maire de Thorigné-en-Charnie, qui furent faits tous deux citoyens d'honneur (Ehrenbürger) de Sulzheim. Une place de Sulzheim porte le nom de Victor Julien ; une rue de Blandouet porte le nom d'Adam Becker. Sainte-Suzanne a un square de Sulzheim, et Vaiges une rue de Sulzheim.

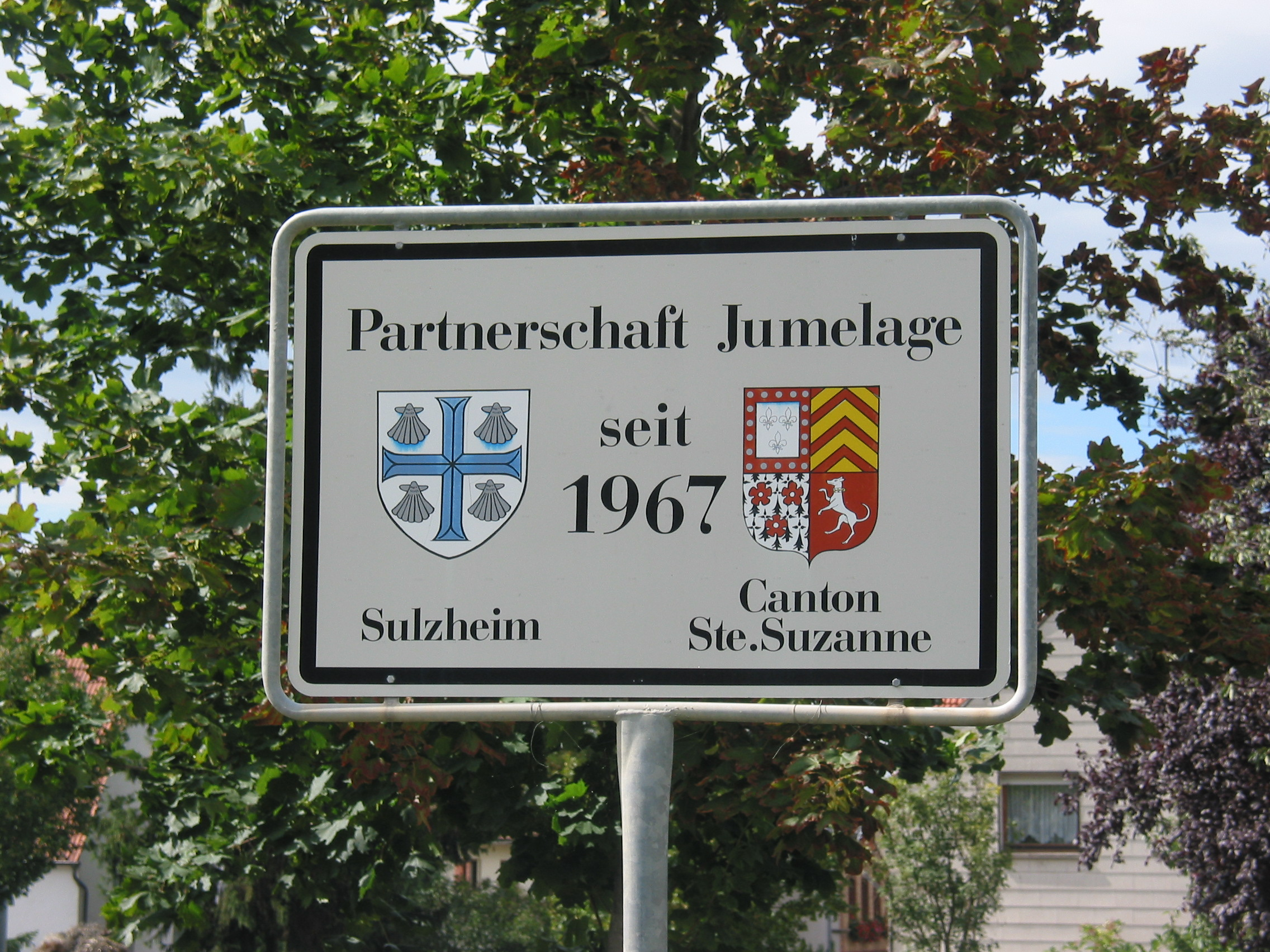
Partnerschaft/Jumelage seit/depuis 1967

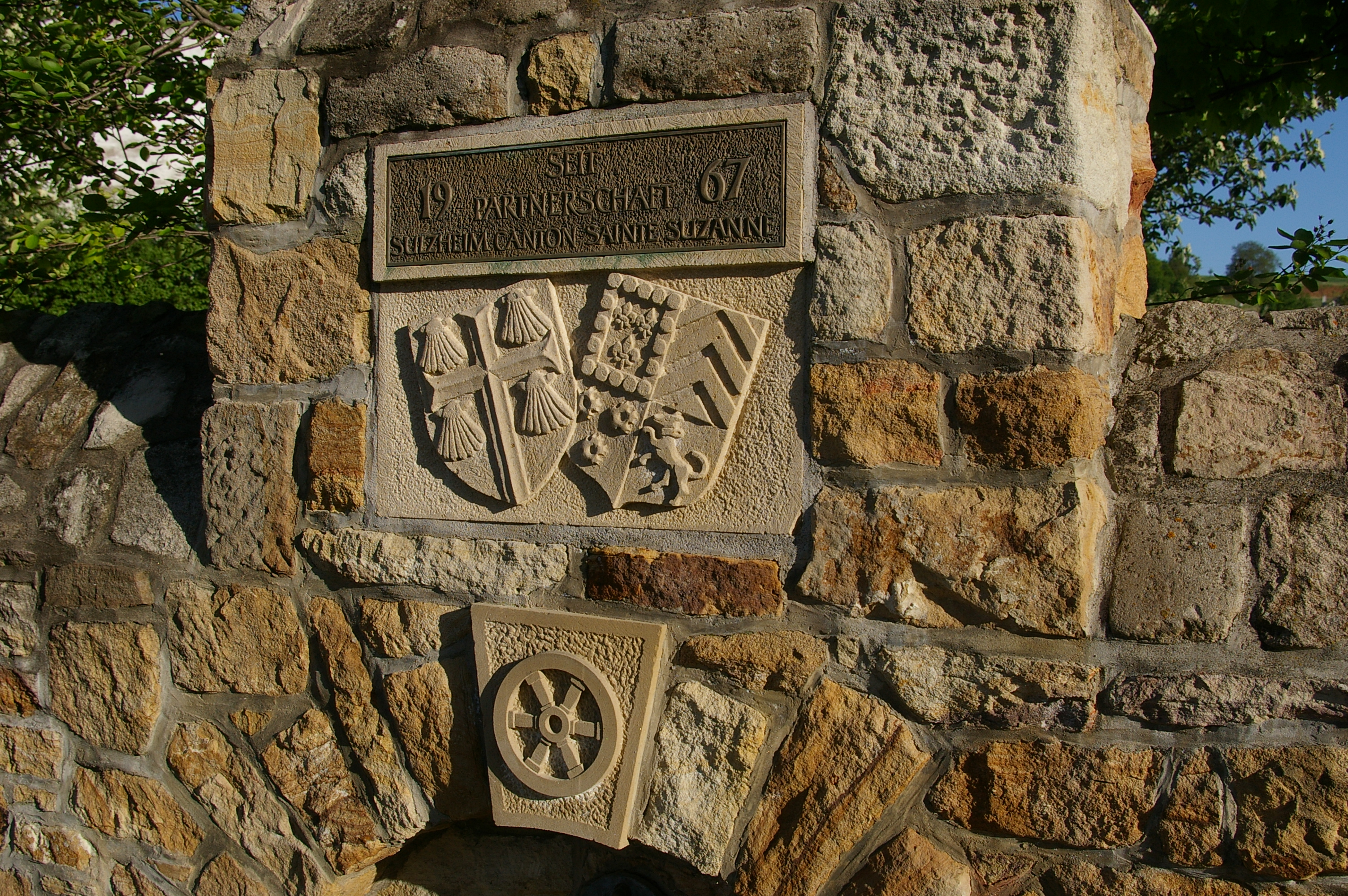
Stèle Place Victor-Julien à Sulzheim

## Monument
- Église catholique baroque dédiée à Philippus et Jakobus, bâtie en 1715.

## Personnalités
Le 29 septembre 2007, Stefanie Ohl, 23 ans, de Sulzheim, a été élue à Mayence reine du vin de la Hesse rhénane (rheinhessische Weinkönigin) pour l'année 2007-2008.

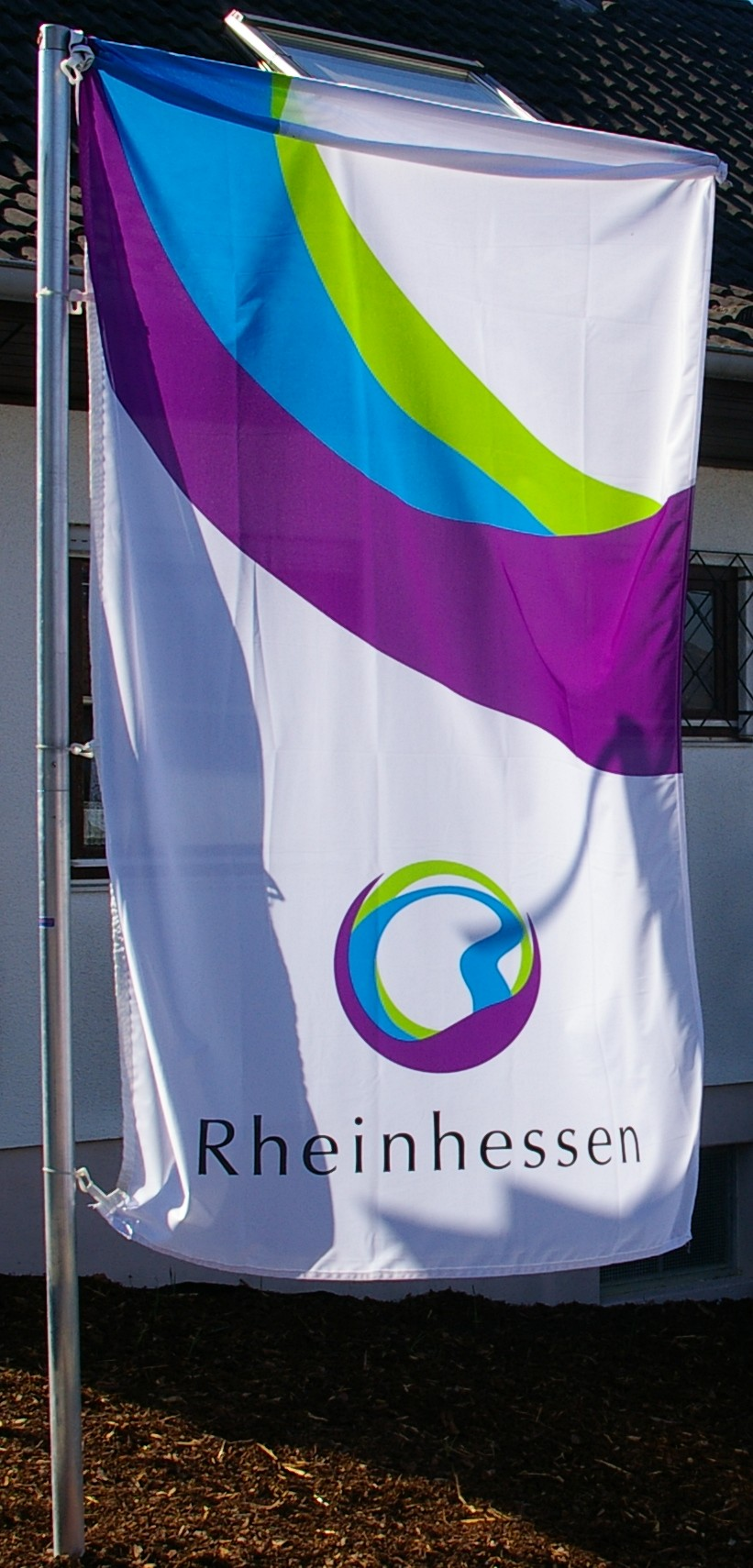
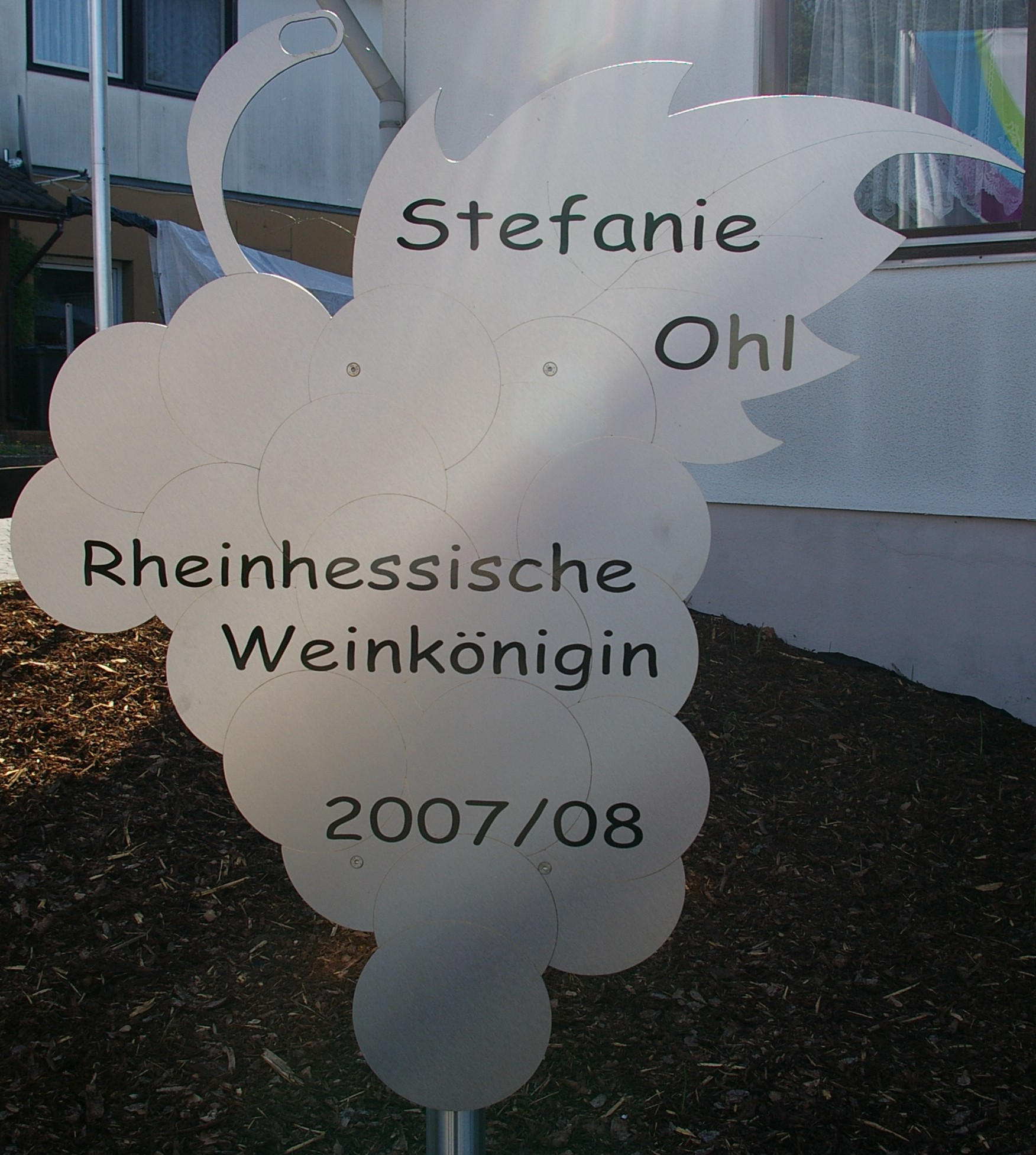
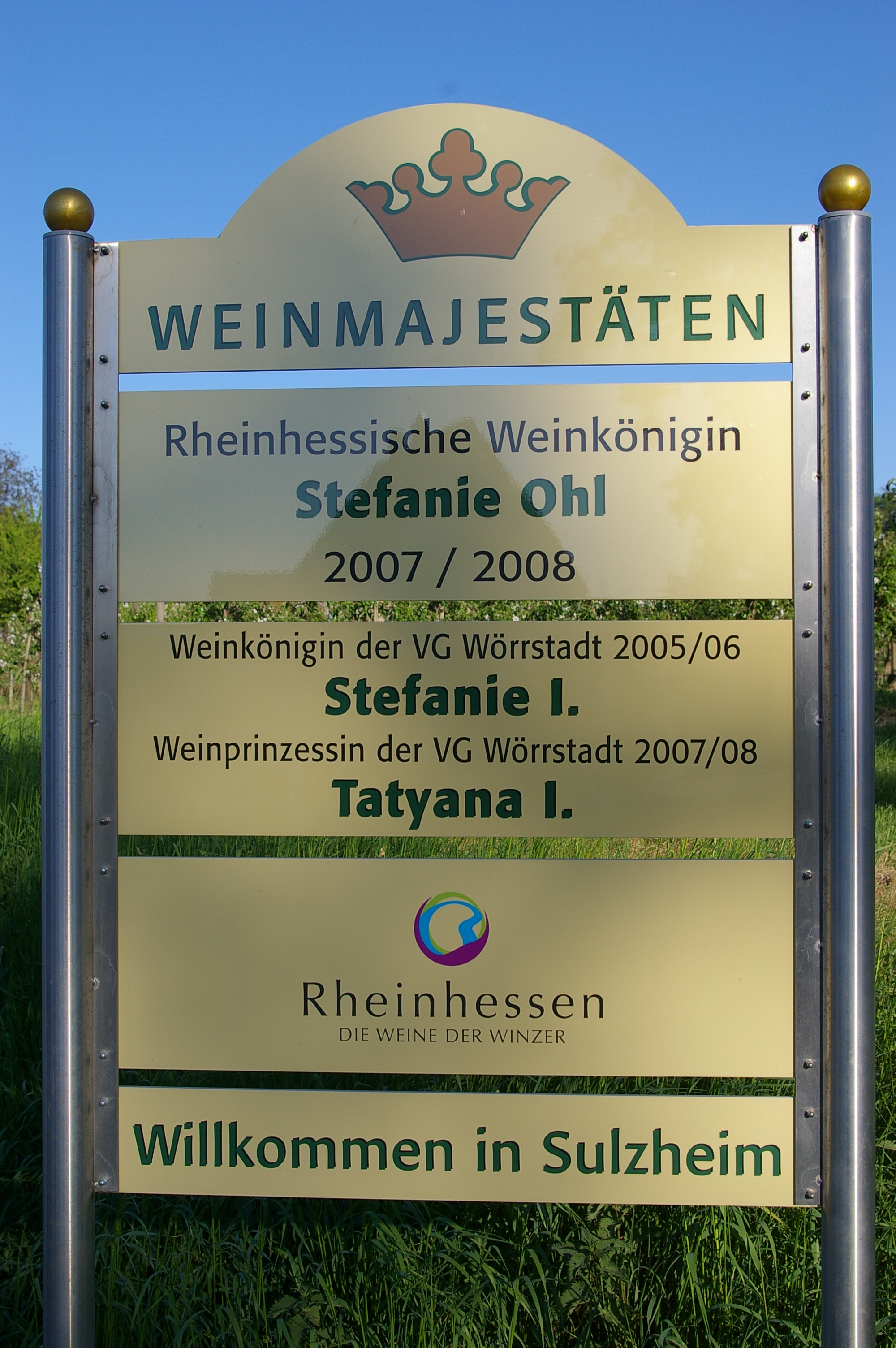

## Fêtes et manifestations périodiques
- Kermesse annuelle, le premier week-end de mai.
- La "foire à 99 Pfennig", chaque 30 avril.

## Sources et bibliographie
- Karl-Heinz Kayser, Die Geschichte unseres Dorfes, Chronik Sulzheim, Caritas-Druckerei Mainz-Mombach, 2006